# Гасфорд, Густав Христианович
Густав Христианович (Густав-Кристоф фон) Гасфорд (Гасфорт, Гасфордт) (1794—1874) — российский генерал от инфантерии, Западно-Сибирский генерал-губернатор.

## Биография

### Начало деятельности
Родился 1 (12) апреля 1794 года в Белостокской области Царства Польского; происходил из вестфальских дворян лютеранского исповедания и русским подданным стал только в 1833 году.
Первоначально учился в высшем ветеринарном училище в Кёнигсберге, а в конце 1810 года поступил в открывшийся петербургский Институт Корпуса инженеров путей сообщения и 1 июля 1811 года был произведён в прапорщики, а 11 июля 1812 года — в подпоручики.

### Наполеоновские войны
В начале Отечественной войны 1812 года был командирован в 1-ю западную армию, в команду инженер-полковника О. И. Манфреди; здесь он участвовал в укреплении Дриссенского лагеря, в фортификационных работах на реке Западной Двине и в отступлении 1-й армии к Смоленску, а также в сражениях под Смоленском и Дорогобужем; затем с подполковником Матушевичем он в продолжение 2 часов устроил переправу через Днепр, и по переходе корпуса К. Ф. Багговута уничтожил её под выстрелами неприятеля. С прибытием главной квартиры наших соединенных армий к Бородину, Гасфорд поступил в распоряжение инженер-генерал-майора П. Н. Ивашева и работал по укреплению Бородинской позиции, 25 августа устроил мост через реку Колочу и 26 августа участвовал в сражении при Бородине, исполняя поручения генерала от кавалерии графа Л. Л. Беннигсена; при отступлении войск к Москве и Тарутину устраивал дороги, переправы и укрепления позиций; за отличие, оказанное в Бородинском сражении, произведён 29 сентября 1812 года в поручики. При нападении на авангард Мюрата при селе Тарутино, он устроил мосты через реку Нару; затем участвовал в сражении при Малоярославце, в преследовании французов от Медыни к Красному, в сражениях под Вязьмой и Красным. За кампанию 1812 года награждён 24 июня 1813 года орденом св. Анны 4-й степени.
В 1813 году, 8 и 9 мая, будучи адъютантом при инженер-генерал-майоре Карбоньере, участвовал в Бауценском сражении, а по заключению Рейхенбахского перемирия — сопровождал Карбоньера при обозрении польских крепостей; по возобновлении кампании, вызвался 19 сентября в экспедицию для уничтожения моста через Эльбу, близ Кенигштейна, и вместе с поручиками графом Ламздорфом и графом Сиверсом под сильным огнём неприятеля подвел под мост брандеры и разрушил его в виду неприятеля; за это дело был награждён 29 октября орденом св. Владимира 4-й степени с бантом. Состоя при начальнике главного штаба Силезской армии генерал-лейтенанте И. В. Сабанееве, он 4 и 6 октября 1813 года участвовал в сражении при Лейпциге и при штурме деревни Штёттериц был контужен ядром в левую ногу; за оказанную храбрость награждён орденом св. Анны 3-й степени. В кампании 1814 года был в сражении при Арси-сюр-Об, где взят в плен, но освобожден новгородскими кирасирами, затем состоял при корпусе прусского генерала Г. А. Блюхера и был в делах при Бриенне и Париже. За кампанию 1814 года и отличие, оказанное при взятии Парижа, произведён 18 марта 1814 года в капитаны и в ноябре того же года переведен в свиту Его Величества по квартирмейстерской части.
По окончании кампании он с полковником А. И. Нейдгардтом производил военное обозрение и съёмку польско-австрийской границы. В 1815 году был командирован с ним же в Баварию для переговоров о проходе наших войск. По возобновлении военных действий находился при главной квартире и исполнял отдельные поручения: был послан с небольшим отрядом для очищения местности от шаек французских поселян, беспокоивших наши войска, а потом был командирован начальником главного штаба армии бароном Дибичем в крепость Витри, с тем чтобы побудить гарнизон крепости покориться королю Людовику XVIII; Гасфорд возвратился с ключами от крепости и с депутацией, которая была «отправлена в Париж для изъявления покорности королю и для испрошения отложившемуся гарнизону прощения». По заключении мира он, под начальством полковника Ф. Ф. Шуберта, участвовал в обозрении укрепленной линии Аргонских лесов и на обратном пути в Россию производил военный осмотр тюрингенских лесов.
6 марта 1817 года Гасфорд был назначен старшим адъютантом 2-го отделения Главного штаба 1-й армий по квартирмейстерской части. 30 августа 1818 года произведён в подполковники, 4 апреля 1822 года — в полковники и награждён орденомСв. Анны 2-й степени с алмазами. В 1824 года Гасфорду было поручено подготовить планы всех сражений кампании 1812 года и доложить и пояснить их на местах боёв возвращавшемуся из Москвы принцу Вильгельму Оранскому.

### На Кавказе
25 мая 1825 года Гасфорд назначен командиром 3-го егерского полка и поступил в Динабургский отряд генерал-инспектора по инженерной части великого князя Николая Павловича (будущего императора Николая I; в конце апреля 1828 г. переведён в Генеральный штаб с назначением 1 мая начальником штаба 1-го армейского корпуса; 22 августа награждён орденом Св. Владимира 3-й степени. Оставаясь в этой должности, был командирован в 1829 г. в отдельный Кавказский корпус, где временно управлял делами по части Генерального штаба и исполнял обязанности начальника штаба корпуса во время перехода возвращавшихся из Анатолии наших войск в Грузию и оттуда на Кавказскую линию для усмирения горских племен, а также в экспедиции, предпринятой графом Паскевичем против джарских и белоканских аварцев.

### Польский поход 1831 года
22 августа 1830 года произведён в генерал-майоры; назначенный в то же время начальником штаба 4-го корпуса, находился с 7 октября по 6 декабря на внешнем предохранительном кордоне, устроенном вокруг Москвы по случаю холеры; 1 декабря 1830 г. назначен начальником штаба 2-го пехотного корпуса и, состоя в этой должности, в 1831 году принимал участие в Польской кампании. Во время движения корпуса к Седльцу, он получил приказание двинуть первый эшелон на помощь отряду барона Гейсмара в Седльце, потерпевшему поражение под Сточеком от Дверницкого и преследуемого силами Скржинецкого. Польские войска были остановлены, и отряд Гейсмара спасён. Затем Гасфорд находился с 19 марта по 1 апреля в авангарде действующей армии, с 12 по 18 апреля участвовал во фланговом движении от Седльца к Миньску-Мазовецкому и обратно к окрестностям Седльца; 1 мая — в преследовании мятежников от Калушина до Ендржеюва; 11 и 12 мая — в отражении корпуса Уминского от Седльца, за которое 24 сентября 1831 г. награждён орденом св. Анны 1-й степени (императорская корона к этому ордену пожалована 23 декабря 1836 года).
3 мая 1831 года был назначен начальником штаба 6-го пехотного корпуса и с 19 июня по 5 июля был в командировке для очищения от мятежников обширных лесов, окружающих Белосток; 26 июня разбил отряд Залевского на р. Сокольда. 6 июля выступил с войсками из Белостока к Седльцу для прикрытия отступления авангарда отряда генерала Е. А. Головина вследствие нападения на него главных сил поляков под командованием Я. Скржинецкого. В конце августа 1831 г. участвовал в отражении корпуса Ромарино, под Брест-Литовском, и в преследовании остатков этого корпуса через Коцк и Курув до пределов Галиции. За взятие приступом местечка Юзефова (3 сентября), во время преследования Ромарино, 31 мая 1832 г. награждён орденом св. Владимира 2-й степени и за участие в подавлении польского мятежа — польским знаком «За военное достоинство» 2-й степени (21 июля 1832 г.).

### Молдавия и Кавказ
В 1833 году находился в походе, в Молдавии и Валахии, в составе сухопутного вспомогательного корпуса генерал-адъютанта Киселёва, посланного в помощь турецкому султану против египетского вице-короля. 12 мая 1835 г. был назначен начальником штаба 5-го корпуса, 1 декабря 1835 г. награждён орденом св. Георгия 4-й степени за выслугу 25 лет в офицерских чинах, 1 января 1840 г. получил должность командующего 15-й пехотной дивизией, и с ней с мая по сентябрь находился в десантном отряде на восточном берегу Чёрного моря, имевшем целью заставить горские племена прекратить разбои и грабежи; участвовал в высадке под Туапсе и в устье Псезуапсе, в бою при укреплении Лазаревском и рубке лесов при укреплении Вельяминовском. В конце сентября вернулся в Севастополь.
6 декабря 1840 года произведён в генерал-лейтенанты; 12 ноября 1843 г. награждён орденом Белого Орла; в январе 1844 г., во главе 15-й дивизии, послан на Кавказ, в состав Чеченского отряда генерал-адъютанта А. И. Нейдгардта, для участия в экспедициях против горцев на левом фланге Кавказской линии, и с мая по август находился в непрерывных стычках. С 7 декабря 1844 г. по 18 мая 1845 г. командовал левым флангом Кавказской линии, и в течение этого времени успешно действовал против горцев, в особенности при освобождении Умахан-Юрта от скопищ Шамиля, обложившего этот пункт и при защите крепостей Воздвиженская и Грозная. В 1846 г. способствовал усмирению большой Кабарды и изгнанию Шамиля. 24 сентября 1847 г. пожалован украшенной бриллиантами табакеркой с портретом Государя Императора.

### Венгерский поход 1848—1849 годов
В 1848 г. Гасфорт послан в княжества Молдавию и Валахию для водворения там порядка и спокойствия и для очищения княжеств от мятежнических шаек. В июне 1849 г., перейдя границу Австрии, под главным начальством генерала Лидерса, участвовал во взятии цитадели и гарнизона города Кронштадта (Брашов); затем, командуя отдельным отрядом, разбил венгерский корпус Шандора на реке Фекеш; 8 июля, руководя двумя боевыми линиями, находился при взятии с боя укрепленных позиций при Толмаче и Ротентурмском ущелье, за что 8 июня 1849 г. награждён золотой шпагой с алмазами и надписью «За храбрость». В г. Кедзи-Вашархей захватил и уничтожил литейный и оружейный заводы и пороховую мельницу, 9 июля участвовал во взятии Германштадта (Сибиу). 20 июля, защищая с отдельным отрядом Германштадт с находившимися в нём боевыми и продовольственными запасами главного отряда, нанёс неприятелю поражение у Рейсмарка и Мюльбаха (Себеш); отбил два орудия, четыре ракетных станка, обоз и взял 1170 человек в плен; за это дело 12 ноября 1849 г. награждён орденом св. Георгия 3-й степени № 469
За отличную распорядительность и мужество, оказанныя в сражении 20 июля, где нанес совершенное поражение неприятелю, отнял у него 2 орудия, 4 ракетных станка и обоз, а также взял в плен 1170 человек
24 июля неприятель, усиленный свежими войсками, под начальством Бема, перешёл в наступление, и Гасфорду пришлось отступать к селу Вестеки, прикрывая огромный обоз, что совершено им в течение 11 часов, при усиленном нападении неприятеля, в полном порядке; он получил сильную контузию картечью в голень правой ноги; 31 июля под начальством генерала А. Н. Лидерса был в сражении с венграми под Мюльбахом; 7 августа обложил город Казык и принудил к сдаче трёхтысячный отряд повстанцев под начальством Фрумера. За эту кампанию награждён австрийским орденом Железной короны 1-й степени (1849 г.). По окончании её, назначен командующим войсками, оставленными в Трансильвании «для окончательного водворения порядка и тишины»; 27 сентября передал австрийскому правительству отбитое у повстанцев и добровольно сданное ими оружие, а затем в октябре 1849 г. возвращён в княжества Молдавию и Валахию и с апреля 1850 г. до февраля 1851 г. командовал войсками, расположенными в придунайских княжествах.

### Западная Сибирь
29 января 1851 года Гасфорд назначен исполняющим дела генерал-губернатора Западной
Сибири и командующим отдельным Сибирским корпусом; 19 апреля 1853 года
произведён в генералы от инфантерии и утверждён в должности генерал-губернатора.
В течение десятилетнего своего управления Западной Сибирью Гасфорд провел многие
административные реформы и присоединил к империи важные плодородные местности:
Заилийскую долину, верховье реки Чу
и северное предгорье Тянь-Шаня; из них был образован Алатавский округ, в котором возведены укрепления (среди которых крепость Верная),
поселены казачьи станицы, положено начало развитию торговли и промышленности;
образовал новый военный Берёзовский округ, с целью улучшения быта
самоедов и остяков, и из Сибирско-Киргизской степи две новые
области: Сибирских киргизов и Семипалатинскую (1854), в которой, подобно
Алатавскому округу, были возведены новые станицы для ограждения со стороны
Китая и удобства сообщения с Заилийским краем; в 1858—1859 годах был
снаряжён торговый караван, под прикрытием военного отряда, в Кашгар, с целью
ознакомиться с торговым и военно-политическим значением этого важного пункта
центральной Азии; в 1860 году была снаряжена особая экспедиция, во главе с
полковником генерального штаба А. Э.
Циммерманом, которая взяла с бою и разорила Пишпек и Токмак, главные гнезда кокандцев, и подчинила
русской власти иссык-кульских киргизов, подчинённых кокандскому хану; наконец, было преобразовано Сибирское казачье войско и подготовлено образование Семиреченского
казачьего войска.
Было построено в крае более 200 церквей, во многих сёлах учреждены
приходские училища, в восьми городах впервые в крае открыты женские школы, а в
Омске, по инициативе его жены был основан сиротский приют «Надежда».

По прибытии Гасфорта во вверенный ему край первой его заботой было ознакомиться с
бытом киргизского народа и стараться установить сколько-нибудь
последовательную и постоянную политику, которой русские власти должны были бы
держаться в управлении киргизскими ордами и вообще кочевым населением.
Замечательно, что Гасфорт сразу понял что его предшественники и соседи (генерал-губернаторы западно-сибирские и оренбургские) делали очень крупную ошибку, прививая
усиленно и искусственно мусульманство к не вполне утратившим свои древние
шаманские верования и ещё мало проникнутым учением Магомета киргизам и снабжая
их султанов и их аулы татарскими муллами из Казани.
Но от своего совершенно справедливого соображения Гасфорт пришёл к странному и
неожиданному заключению, оправдывавшему до некоторой степени прозвание, данное
ему его сверстниками {Отдавая справедливость разностороннему образованию и
обширной эрудиции Гасфорта, они характеризовали его названием "опрокинутого шкафа
с книгами", в котором всё перемешалось.}.
Заключение это, выраженное в записке, поданной им в 1854 году Николаю I,
состояло в следующем. По его, Гасфорта, мнению, проповедь
христианской религии между киргизами не может иметь успеха, так как
многие обычаи и условия кочевой жизни, как, например, кочевое многоженство, не
совместимы с догматами христианского учения. С другой стороны, обращение огромной
киргизской народности в мусульманство противоречит русским государственным интересам. Поэтому нужно дать киргизам новую религию, приспособленную к условиям их жизни и соответствующую русским государственным интересам. Определяя догматы этой новой религии, нужно принять за их исходную точку ту религию, которая была старым заветом закона божия, а именно еврейскую, очистив её от
талмудских толкований и реформировав в духе христианства, то есть присоединив к заповедям и учениям Моисея многие догматы христианской религии. Полный проект этой религии, обличающий обширные теологические познания Гасфорта, был представлен им Николаю I, который, как говорят, написав на записке резолюцию: "Религии не сочиняются, как статьи свода законов", возвратил её автору с нелестным
отзывом об его соображениях.
— П.Семёнов-Тян-
Шанский, «Путешествие в Тянь-Шань в 1856—1857 годах»
За время управления Западной Сибирью Гасфорд был награждён чином генерала от
инфантерии (19 апреля 1853 года) и орденами: св.
Александра Невского (23 августа 1854 года, алмазные знаки к этому ордену пожалованы
26 апреля 1856 года) и св. Владимира 1-й степени с мечами
(30 августа 1860 года). В память его управления краем в Тобольской гимназии
учреждены 3 стипендии (из них одна семипалатинским купечеством), а в Тобольской и
Тюменской женских гимназиях — две.

Его высокопревосходительство, генерал от инфантерии Гасфорд, от 13 января за № 23,
извещая о всемилостивейшем увольнении его от звания и должностей генерал-губернатора Западной Сибири и командира отдельного Сибирского корпуса, приятной
обязанностью вменяет себе благодарить искренно и душевно всех его сотрудников и
сослуживцев по гражданскому управлению, за их похвальное усердие и добросовестное
содействие во всех его распоряжениях и преобразованиях на пользу этой отдалённой
страны. К этому его высокопревосходительство присовокупляет, что где бы он ни
находился, он всегда с удовольствием будет вспоминать о тех трудах, которые разделяли с
ним его сотрудники, в течение десятилетнего управления его Западной Сибирью, и
которые исключительно устремлены были к благоустройству и возвышению высочайше
вверенного ему края.
— Тобольские губернские ведомости № 7 18 февраля 1861 год.
Тобольск

### В Петербурге

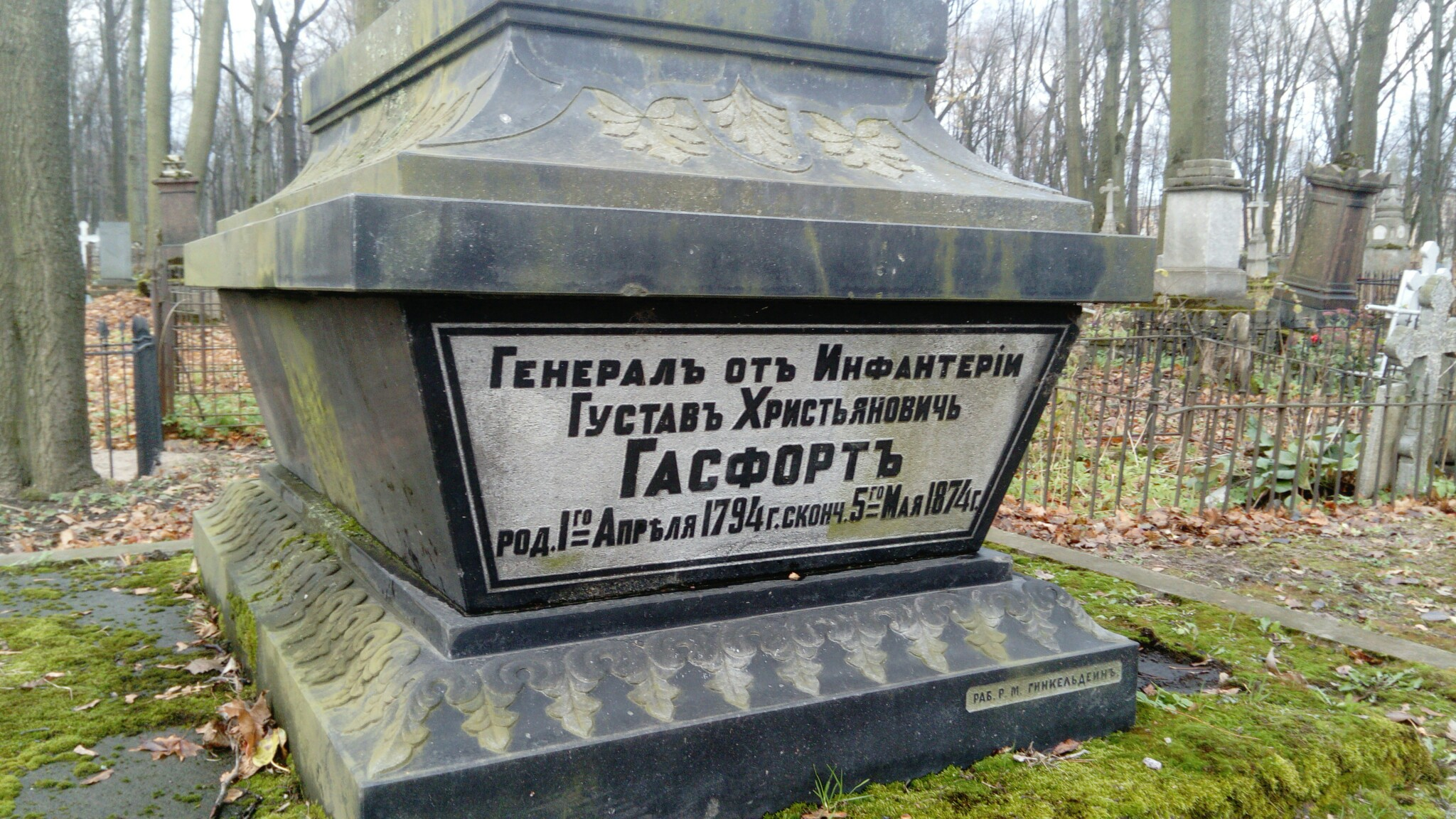
Могила генерала Гасфорда

19 января 1861 г. Гасфорд назначен членом Государственного совета, но болезнь глаз, доведшая его до потери зрения, заставила его в последние годы службы испросить увольнение от присутствования в Совете. Он был почетным членом Академии наук, Вольного Экономического и Географического обществ, а с 1859 г. носил звание почётного президента парижского общества «Уничтожения невольничества и торга неграми в Африке» (Institut d’Afrique).
Скончался 5 (17) мая 1874 года в Санкт-Петербурге. Погребён на Волковом лютеранском кладбище.

## Награды
- Орден Святой Анны 4-й ст. (1813)
- Орден Святого Владимира 4-й ст. с бантом (1813)
- Орден Святой Анны 3-й ст. (1813)
- Орден Святой Анны 2-й ст. (1822)
- Орден Святого Владимира 3-й ст. (1828)
- Орден Святой Анны 1-й ст. (1831)
- Орден Святого Владимира 2-й ст. (1832)
- Virtuti militari 2-й ст. (1832)
- Орден Святого Георгия 4-й ст. за 25 лет службы (1835)
- Императорская корона к Ордену Святой Анны 1-й ст. (1836)
- Орден Белого Орла (1843)
- Золотое оружие «За храбрость» (1849)
- Орден Святого Георгия 3-й ст. (1849)
- Орден Святого Александра Невского с алмазами (1854)
- Орден Святого Владимира 1-й ст. с мечами (1860)
- Знак отличия беспорочной службы за L лет (1865)
- Австрийский Орден Железной короны 1-й  ст. (1850)

## Семья
Гасфорд был трижды женат:

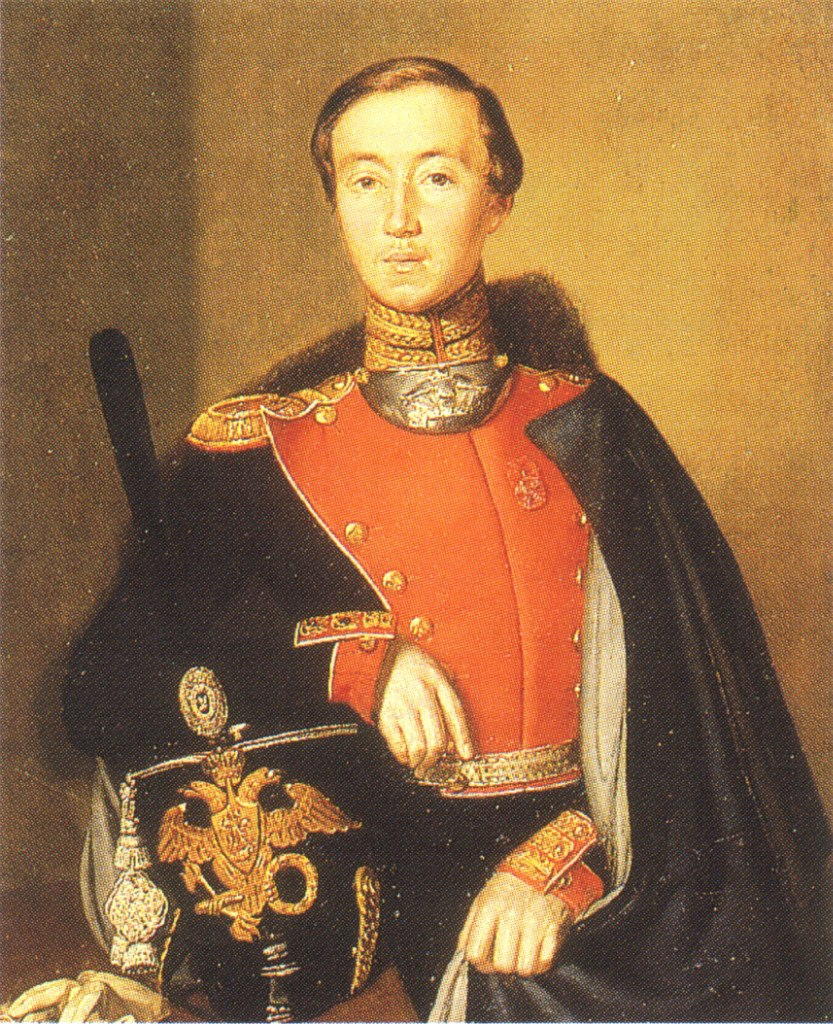
Всеволод Густавович Гасфорд, сын. Портрет работы Петра Заболотского, 1844 г.

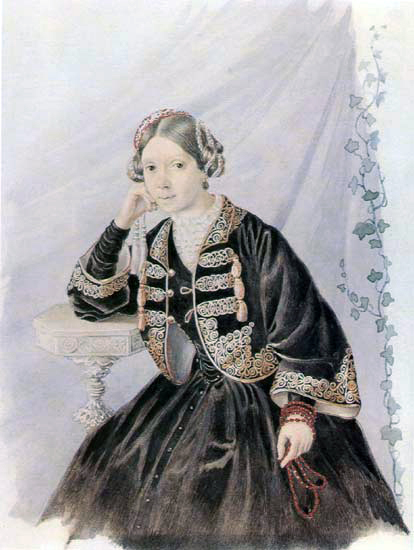
Любовь Фёдоровна
2-я жена

1. с 1821 года жена Евгения Васильевна Безродная, дочь генерал-майора Василия Кирилловича Безродного, их дети:
  - Людмила-Анна (1822—1891, замужем за генералом от инфантерии Я. А. Слуцким)
  - Всеволод (1822—1892), военный агент в Италии, генерал-майор. Участник обороны Севастополя 1854-1855 гг., командовал Казанским егерским полком.
  - Ольга (1826—?)
  - Надежда (1828—1885)[3].
2. жена Любовь Федоровна Львова (1829—1852), дочь тайного советника Ф. П. Львова от его второго брака, сестра композитора А. Ф. Львова. По отзыву современника, была «особой очень симпатичной, милой и к нуждам бедных и обездоленных классов внимательной». В период генерал-губернаторства мужа в Западной Сибири по своей скромности и беспритязательности, приобрела всеобщую любовь и уважение[4]. Умерла от чахотки.
3. жена Надежда Николаевна Львова (?—1876), племянница второй жены Гасфордта, дочь её брата действительного статского советника Николая Фёдоровича Львова (1801—1871). Венчание состоялось в Казанском храме села Арпачёва (вотчина Львовых) Тверской губернии 23 мая 1854 года. По словам П. К. Мартьянова, в этом супружестве Гасфорд нашёл «капуанскую негу», и «выхода ему из нее не было. Характер его изменился, он сделался еще более серьезен и сосредоточен, и все свободное от дел время проводил с молодой женой, которая, говорили, была недурная поэтесса и музыкантша. Он даже брал ее с собою, когда совершал объезды войск, расположенных в степи, или посещал пограничные казачьи поселения, и она помогала ему делать добро».

## Память
- В 1860 году, в честь 10-летнего управления Западной Сибирью, дворянское и купеческое сословие, чиновники городов Тобольской губернии собрали добровольные пожертвования для создания стипендии имени Гасфорда в Тобольской гимназии и Тобольской Мариинской женской школе. Был собран капитал 8450 рублей. Выпускники учебных заведений носили звание «воспитанников и воспитанниц генерала от инфантерии Гасфорда».[5]
- В честь генерал-губернатора в городе Омске была названа улица Гасфордовская, переименованная в советское время в Карла Либкнехта. Также в честь его жены назван Любинский проспект, где в 1999 году ей установлен памятник, ставший одним из символов города Омска.
- В память о нём, в 1882 году, некая из площадей одного из областных центров губернаторства - города Семипалатинска, использовавшаяся в качестве базарной площади, получила название Гасфортовской площади.
- Площадь носила имя генерал-губернатора до осени 1904 года, когда был освящён последний приход построенного на Гасфортовской площади Никольского собора, поражавшего своими размером и великолепием так, что даже обсуждался перенос центра епархии из Омска в Семипалатинск. С этого периода площадь стала известна как Никольский сквер.